# Молвина (Бреша)
Молвина је насеље у Италији у округу Бреша, региону Ломбардија.
Према процени из 2011. у насељу је живело 14 становника. Насеље се налази на надморској висини од 284 м.